# Matekovics János
Matekovics János (Simonyifalva, 1939. szeptember 3. – Sepsiszentgyörgy, 2012. augusztus 26.) romániai magyar újságíró, író, szerkesztő, műfordító, közösségszervező.

## Tanulmányai
Nagyváradon érettségizett (1956), a kolozsvári Babeș–Bolyai Tudományegyetem magyar nyelv és irodalom szakán végezte tanulmányait (1961).

## Életpálya
Már az egyetemi évek alatt rendszeresen közölt a kolozsvári Igazságban és a nagyváradi Fáklyában. 1961 októberétől a román fővárosban megjelenő Ifjúmunkáshoz került, riporterként indult, majd felfelé haladva a szamárlétrán osztályvezető lett, tulajdonképpen főszerkesztő-helyettesi hatáskörrel. Megszervezte az Ifjúmunkás Matiné első sorozatát. 
1969 decemberében kinevezték a Bukaresti Petőfi Sándor Művelődési Ház igazgatójává. A nehéz körülmények ellenére olyan lendületet adott a ház tevékenységének, amely főleg távlataiban (magyar nyelvű folyóiratok megjelenése, a romániai magyar film létrehozása, stb.) messze meghaladta a párközpont elképzeléseit. Visszakerült az Ifjúmunkáshoz, ezúttal már csak egyszerű szerkesztőként. Miután Sepsiszentgyörgyre költözött, tudósítói beosztásba került. Onnan áthelyezését kérte a Kovászna Megyei Mozivállalathoz szervezői beosztásba. Itt 30:30:30  címmel filmkultúra-műveltségi versenyt szervezett. A sok zaklatás és visszaminősítés után, miután egy korábban jóváhagyott  nagyszabású rendezvényét betiltották, beadta a lemondását, és elment segédmunkásnak a sepsiszentgyörgyi Autóvillamossági gyárba. Sokáig szabadúszó újságíró volt.

## Életműve
Ifjúmunkás Matinékon számos egyfelvonásosát játszották, s egy brassói riportjából (Hófehérke és a tizennégy törpe) a Kolozsvári Állami Magyar Színház kérésére dokumentumdrámát írt(A lány volt a tizenötödik),  de ezt már az olvasópróbánál betiltották. Ugyancsak leállították Áramütés c. tévéjátékának bemutatását. Az uralkodó osztály tagja c. regényének néhány fejezetét közölte a Megyei Tükör s annak Fórum c. időszaki melléklete. Számos cikke jelent meg a kolozsvári Igazság és a nagyváradi Fáklya hasábjain. Radu Bădilă, Ecaterina Oproiu, Vasile Spoială, Ion Omescu és más román szerzők darabjait és elbeszélését fordította magyarra. László Károly színművésszel megalapította az ország első magyar televíziós gyerekszínházát, a Puki bácsi és a Mesekalákát, amelynek produkciós vezetője volt. Zsigmond Győző egyetemi tanárral bevezettek egy nyelvművelő versenycsokrot, a Felkiáltójelet, amely a sepsiszentgyörgyi Mikes Kelemen Líceummal közösen szervezett adás után képernyőre került. Hosszú ideig napi sajtókommentár-műsort vezetett Lapozgató címen a helyi tévében. 2002-ben saját kiadásában megjelent az Eljutni a túlsó partra című riportkötete, amelyben korábban megjelent írásait gyűjtötte össze.  2005-ben Mentünk az utcán és vittük a gyereket címmel kiadta három novelláját egy saját kiadású kötetben.

## Megjelent könyvei
- Eljutni a túlsó partra. Lehel kiadó, Sepsiszentgyörgy, (2002)
- Mentünk az utcán és vittük a gyereket. Lehel kiadó, Sepsiszentgyörgy, (2005)

## Társadalmi szerepvállalás
- RMDSZ-tag